# 皇朝傢俬控股
皇朝傢俬控股有限公司(港交所：1198)（前稱中意控股有限公司）成立於1997年。集團於2002年5月15日在香港聯合交易所上市。集團主要從事設計、製造及銷售一系列中檔次至高級時尚家居傢具，專攻睡房、客廳及飯廳傢具配套。集團主要透過以「皇朝傢俬」品牌的專賣店銷售集團產品，其優質產品及服務一直深受行業及消費者一致認同，並先後獲得了「中國家居業十大影響力品牌」及「中國市場傢具行業十大知名品牌」。集團分銷網絡完善，在全中國設有專賣店及自營店，並在北京設有樓高五層的旗艦店。2007年3月，「皇朝傢俬」獲委任為北京2008年奧運會生活傢具獨家供應商。2009年，「皇朝傢俬」獲2011年在深圳舉行的第廿六屆世界大學生夏季運動會委任為獨家供應商，為大會獨家供應所有傢具產品。2010年，集團首度進軍香港，開設首間大紅酸枝傢俬專賣店，主攻高檔傢具市場。

## 外部連結
- 皇朝傢俬控股有限公司 （页面存档备份，存于）